# Guillaume du Bellay
Guillaume du Bellay (château de Glatigny, 1491 – Saint-Symphorien-de-Lay, 9 gennaio 1543) è stato uno storico e funzionario francese che univa il talento della letteratura a quelli della guerra e della diplomazia.

## Biografia
Era il figlio maggiore di Luigi du Bellay e Marguerite de La Tour-Landry, e fratello del cardinale Jean du Bellay e Martin du Bellay. Mostrò il suo coraggio in diverse occasioni e fu ammirato per la sua condotta e il suo valore. Cavaliere del Ordine di San Michele, la duchessa di Alençon, sorella del re, nel 1525, lo inviò dal re Francesco I quando era prigioniero in Spagna.
Governatore di Torino nel 1537, divenne in seguito viceré del Piemonte; ricoprì in seguito diversi incarichi imperiali e Alfonso III d'Avalos confessò che il Signore di Langey era il più eccellente capitano che aveva conosciuto.
Fu anche utile al suo sovrano nelle ambasciate in Italia da Clemente VII, quindi in Inghilterra e Germania. Nel 1543, partì dal Piemonte, in lettiga, per andare a dare qualche consiglio importante al re, ma tra Lione e Roanne, era così malato, che fu costretto a fermarsi nel villaggio di Saint-Saphorin (ora Saint-Symphorien-de-Lay), dove morì, il 9 gennaio 1543.

## Opere
Fra le diverse sue opere, nell'elenco trovato nella Biblioteca  Chartres di Dom Liron, in quella di La Croix du Maine e di Antoine du Verdier, i principali sono: 
1. Instructions sur le fait de la guerre, Paris, 1548, in-fol. ;
2. Epitome de l'antiquité des Gaules et de France, suivi de quelques opuscules du même auteur, 1556, in-4°, réimprimé en 1587. L'opera è suddivisa in quattro libri.
3. Les mémoires de messire Martin Du Bellay, seigneur de Langey. Contenans le discours de plusieurs choses advenues au Royaume de France, depuis l'an M.D.XIII. jusques au trespas du Roy François premier, auxquels l'Autheur a inséré trois livres, & quelques fragmens des Ogdoades de Messire Guillaume Du Bellay, Seigneur de Langey, son frère. Paris, Abel l'Angelier, 1585.